# 4세대 전투기
4세대 전투기(四世代戰鬪機, 영어: fourth-generation jet fighter)는 4세대 전투기는 대략 1980년경부터 현재까지 운용되고 있는 전투기 세대로, 1970년대의 설계 개념을 바탕으로 한다. 이 세대의 전투기 설계는 이전 세대의 경험을 크게 반영하고 있으며, 3세대 전투기는 대개 요격기로서의 역할에 중점을 두어 고속성과 공대공 미사일 중심의 무장을 기반으로 설계되었다. 이들은 직진 비행 시 매우 빠른 속도를 자랑했지만, 기동성이 크게 부족했으며, 이는 초음속 상태에서의 전통적인 근접 공중전(dogfight)이 불가능하다는 교리에서 비롯되었다. 하지만 실제로는 당시의 공대공 미사일이 공중 격투에서 대부분의 격추 사례를 만들어냈음에도 불구하고 신뢰성이 낮았고, 교전은 곧 아음속·근거리 전투로 전환되었기에, 기동성이 떨어지는 3세대 전투기는 쉽게 취약한 상태에 놓였다. 이에 따라 4세대 전투기에서는 기동성에 대한 관심이 다시 높아지게 되었다. 동시에 군용 항공기의 비용이 급격히 증가하였고, 맥도넬 더글러스 F-4 팬텀 II 같은 다목적기의 성공 사례는 ‘다목적 전투기’ 개념을 대세로 자리잡게 하였으며, 이는 4세대기의 특징적 진화와 함께 전개되었다.
이 시기의 전투기들은 비행 안정성을 일부러 낮추는 ‘안정성 완화(relaxed static stability)’를 통해 기동성을 향상시켰으며, 이는 디지털 컴퓨터 및 시스템 통합 기술의 발전으로 가능해진 ‘플라이 바이 와이어(FBW)’ 비행 제어 시스템 도입 덕분이었다. 이러한 FBW 운영을 위해 기존 아날로그 항공전자장비의 대체가 필수였으며, 1980년대 후반부터 아날로그 시스템은 디지털 비행제어시스템으로 본격적으로 대체되기 시작했다. 1980년대부터 1990년대까지 마이크로컴퓨터의 급속한 발전은 항공전자장비의 수명 주기 동안 지속적인 성능 업그레이드를 가능케 했고, 능동 전자주사식 위상 배열 레이더(AESA), 디지털 아비오닉스 버스, 적외선 탐색 추적 장비(IRST) 등이 통합되었다.
이와 같은 개량이 이루어진 4세대 전투기들과, 1990년대 이후 이를 반영한 새로운 설계 기체들은 4.5세대 전투기로 불리게 되었다. 이는 본질적으로 4세대기의 진화형으로, 통합 항공전자장비, 첨단 무장 체계, 그리고 점점 정교해지는 미사일 및 레이더 기술에 대응하기 위한 탐지 회피 설계 등 일부 스텔스 특성이 적용된 기체들을 지칭한다. 4.5세대 전투기 완전한 스텔스 형상의 5세대 전투기(F-22 랩터 등)처럼 형상 자체가 저피탐성을 목표로 설계되지는 않았지만, 터빈 블레이드 은폐, 일부 레이더 흡수 소재의 적용 등 제한적인 스텔스 설계가 적용된다.
미국 국방부는 4.5세대 전투기를 ‘AESA 레이더, 고용량 데이터 링크, 향상된 항공전자장비, 그리고 현재 및 가까운 미래의 첨단 무장을 운용할 수 있는 능력을 갖춘 4세대 전투기’로 정의하고 있다.

## 같이 보기
- 1세대 전투기
- 2세대 전투기
- 3세대 전투기
- 5세대 전투기
- 6세대 전투기